# Tamaricades taeniatus
Tamaricades taeniatus är en insektsart som beskrevs av Alexander Fyodorovich Emeljanov 1962. Tamaricades taeniatus ingår i släktet Tamaricades och familjen dvärgstritar. Inga underarter finns listade i Catalogue of Life.